# پسران نیوکاسل
پسران نیوکاسل (به انگلیسی: Purely Belter) یک فیلم سینمایی درام و کمدی بریتانیایی به کارگردانی مارک هرمن محصول سال ۲۰۰۰ است؛ که در مورد دو نوجوان (کریس بیتی و گرگ مک لین) در تلاش برای بدست آوردن بلیط‌های فصلی بازی‌های خانگی تیم فوتبال لیگ برتر باشگاه فوتبال نیوکاسل یونایتد، به هر طریق لازم هستند.
این فیلم براساس رمان بلیط فصلی اثر جاناتان تولوچ ساخته شده‌است.
از دیگر بازیگران این فیلم می‌توان به روی هاد، چارلی هاردویک، تیم هیلی، کری آن کریستینسن و کوین واتلی اشاره کرد.